# Caeneghemhoeve

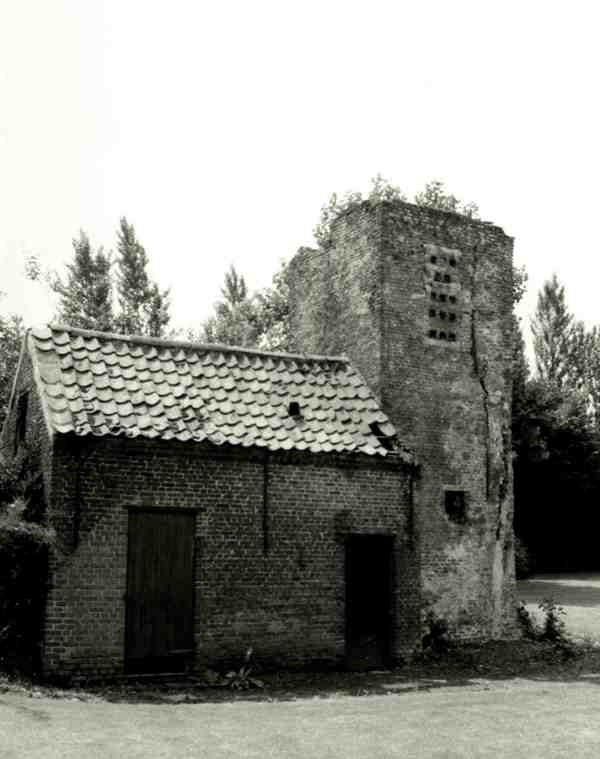
Duiventoren voor de restauratie

De Caeneghemhoeve is een historische boerderij in de tot de Antwerpse gemeente Bornem behorende plaats Wintam, gelegen aan de Hendrik Muyshondtstraat 47.
Deze hoeve stamt uit 1626. Hiervan bestaan nog het woonhuis, de duiventoren waartegen later een bakhuis werd aangebouwd, en een stal, die mogelijk in de 18e eeuw werd gebouwd.
Het woonhuis is voorzien van trapgevels. De duiventoren, onder zadeldak, verkeerde in vervallen staat maar werd in 1995 gerestaureerd.
Vroeger was de hoeve een veel groter complex. Bij de afbraak van de schuren vond men grote ondergrondse kelders en opslagruimten die voordien onbekend waren.